# Шахуджі II (магараджа Тханджавура)
Шахуджі II — магараджа Тханджавура. Прийшов до влади в результаті інтриг проти Суджани Бай. Мав підтримку французів.